# Bed (canção de Nicki Minaj)
"Bed" é uma canção da rapper trinidiana-estadunidense Nicki Minaj, do álbum de estúdio, Queen (2018). A canção, lançada como o segundo single do álbum em 14 de junho de 2018 pela Young Money Entertainment e Cash Money Records, foi produzida por Supa Dups, Beats Bailey, Messy e Ben Billions, e conta com os vocais da cantora norte-americana Ariana Grande.

## Antecedentes e lançamento
As duas artistas colaboraram em "Bang Bang" e "Get On Your Knees" em 2014. Grande lançou "Side to Side", com a participação de Nicki Minaj, como o terceiro single de seu álbum de estúdio Dangerous Woman (2016). A canção atingiu o número quatro na parada americana Billboard Hot 100, tornando-se seu primeiro single do álbum chegar ao top-five. Em maio de 2018, Grande revelou via Twitter que Minaj ligou para ela de manhã e gravou o que seria a colaboração musical das duas. Em 4 de junho, Grande respondeu a um seguidor, também no twitter, sugerindo que haveria mais de uma colaboração entre ela e Minaj a ser lançada em 2018. Em 11 de junho, Minaj anunciou oficialmente "Bed" como o segundo single de seu próximo álbum de estúdio Queen (2018). Em 4 de junho, Grande respondeu a um seguidor, também no twitter, sugerindo que haveria mais de uma colaboração entre ela e Minaj a ser lançada em 2018. A canção disponibilizada para download digital em 14 de junho de 2018, junto com a pré-venda do álbum.

## Videoclipe

### Desenvolvimento e lançamento
Em 14 de junho de 2018, Minaj e Grande compartilharam um teaser de 15 segundos do vídeo de "Bed" em suas respectivas contas no Twitter. O mesmo mostrava as duas artistas em uma piscina, desfrutando de um banho de espuma. Em 19 de junho, Minaj postou outra prévia do videoclipe, com duração de um minuto, no YouTube. Em 4 de julho, a rapper revelou em seu Instagram que o vídeo seria lançado dois dias depois, em 6 de julho. Em 5 de julho, Minaj compartilhou em suas mídias sociais um curto vídeo dos bastidores do videoclipe. O vídeo a mostrava rolando em uma praia, vestida como uma sereia, e usando uma peruca verde.

### Recepção
Em 5 de julho de 2018, quando o vídeo dos bastidores do videoclipe da canção foi lançado, a também rapper Azealia Banks postou uma série de tweets criticando Minaj por usar uma cauda de sereia no vídeo. Banks sugeriu que Minaj roubou essa ideia de seus próprios conceitos com tema aquático, que datam de sua mixtape de estreia, Fantasea, de 2012. Ela descreveu Minaj como sendo "tão malditamente piegas" e disse que seus "quadris e nádegas (são) grandes demais para aquela cauda de sereia", dando a ela "um ar de galinha velha do mar, atum em uma lata de batata assada". Ela também acusou Minaj de copiá-la, dizendo: "Ela inventou alguma merda que roubou da Lil' Kim, e acusa rappers femininas de roubá-la? Ou eu realmente fui a primeira sereia do rap???".